# 2016年リオデジャネイロパラリンピック
2016年リオデジャネイロパラリンピック（2016ねんリオデジャネイロパラリンピック）は、2016年9月7日から9月18日までブラジルのリオデジャネイロで開催された第15回夏季パラリンピック。リオパラリンピック、リオ2016（Rio 2016）などと呼称される。本大会からカヌーとトライアスロンが新競技として採用されることになった。
南アメリカ大陸でパラリンピックが開催されるのは初めてである。また、南半球での開催は2000年シドニーパラリンピックに続き、16年ぶり2度目の開催となった。
今大会では、オリンピック競技とは別個で23種類のピクトグラムが用意されている。
チケットの売り上げが伸び悩んでいたが、リオデジャネイロオリンピックが閉幕した以降、チケットの売り上げが劇的に伸びた。

## 実施競技
- アーチェリー
- 陸上競技
- ボッチャ
- パラサイクリング
  -  ロード
  -  トラック
- 馬術
- 5人制サッカー
- 7人制サッカー
- ゴールボール
- 柔道
- パラカヌー
- パラトライアスロン
- パワーリフティング
- ボート
- セーリング
- 射撃競技
- 競泳
- パラ卓球
- バレーボール
- 車いすバスケットボール (詳細)
- 車いすフェンシング
- ウィルチェアーラグビー (詳細)
- 車いすテニス

## 参加国・地域
ロシアの国ぐるみのドーピング疑惑が発生してWADAなどがロシアの選手のオリンピックへの出場停止を勧告した。IPCは8月にロシア選手団全て出場を認めないことを声明を出した（ロシアにおけるドーピングも参照）。五輪では陸上競技等一部を除き出場が認められたが、パラ五輪では対照的となった。
内戦などによる難民のために初めて難民選手団が結成され、イランおよびシリア出身選手が参加した。
コモロとリベリアも参加を予定していたが、開会式直前になって参加を取りやめた。
負傷兵・元兵士の参加国が17カ国(イギリス、アイルランド、オランダ、ドイツ、イタリア、ボスニア・ヘルツェゴビナ、セルビア、トルコ、イスラエル、イラク、イラン、ルワンダ、アンゴラ、カナダ、コロンビア、オーストラリア、アメリカ合衆国)で、アメリカ合衆国は出場選手10人に1人は兵士または元兵士で原隊復帰も兼ねて負傷兵のスポーツ支援が充実されている。平和の祭典で負傷兵が活躍する世界の現状が2016年9月12日22時のNHK総合放送のクローズアップ現代+で放送された。
| 参加する国及び地域の代表選手団 |
| --- |
| - アフガニスタン - アルジェリア - アンゴラ - アルゼンチン - アルメニア - アルバ - オーストラリア - オーストリア - アゼルバイジャン - バーレーン - ベラルーシ - ベルギー - ベナン - バミューダ - ボスニア・ヘルツェゴビナ - ボツワナ - ブラジル（開催国） - ブルガリア - ブルキナファソ - ブルンジ - カンボジア - カメルーン - カナダ - カーボベルデ - 中央アフリカ - チリ - 中国 - コロンビア - コンゴ共和国 - コスタリカ - クロアチア - キューバ - キプロス - チェコ - デンマーク - コンゴ民主共和国 - ドミニカ共和国 - エクアドル - エジプト - エルサルバドル - エストニア - エチオピア - フェロー諸島 - フィジー - フィンランド - フランス - ガボン - ガンビア - ジョージア - ドイツ - ガーナ - イギリス - ギリシャ - グアテマラ - ギニア - ギニアビサウ - ハイチ - ホンジュラス - 香港 - ハンガリー - アイスランド - インド - インドネシア - 独立参加 - イラン - イラク - アイルランド - イスラエル - イタリア - コートジボワール - ジャマイカ - 日本 - ヨルダン - カザフスタン - ケニア - クウェート - キルギス - ラオス - ラトビア - レソト - リビア - リトアニア - ルクセンブルク - マカオ - 北マケドニア - マダガスカル - マラウイ - マレーシア - マリ - マルタ - モーリシャス - メキシコ - モルドバ - モンゴル - モンテネグロ - モロッコ - モザンビーク - ミャンマー - ナミビア - ネパール - オランダ - ニュージーランド - ニカラグア - ニジェール - ナイジェリア - 北朝鮮 - ノルウェー - オマーン - パキスタン - パレスチナ - パナマ - パプアニューギニア - ペルー - フィリピン - ポーランド - ポルトガル - プエルトリコ - カタール - ルーマニア - ルワンダ - サモア - サントメ・プリンシペ - サウジアラビア - セネガル - セルビア - セーシェル - シエラレオネ - シンガポール - スロバキア - スロベニア - ソマリア - 南アフリカ - 韓国 - スペイン - スリランカ - スリナム - スウェーデン - スイス - シリア - チャイニーズタイペイ - タジキスタン - タンザニア - タイ - 東ティモール - トーゴ - トンガ - トリニダード・トバゴ - チュニジア - トルコ - トルクメニスタン - ウガンダ - ウクライナ - アラブ首長国連邦 - アメリカ合衆国 - ウルグアイ - ウズベキスタン - ベネズエラ - ベトナム - アメリカ領ヴァージン諸島 - ジンバブエ |

## 会場

### バッハ地区

リオデジャネイロオリンピック・パラリンピックの競技会場の地図

- オリンピックアクアティクススタジアム[10] - 競泳
- オリンピックテニスセンター（ポルトガル語版、英語版）[10] - 車いすテニス、ブラインドサッカー
- フューチャーアリーナ（ポルトガル語版、英語版）[10] - ゴールボール
- リオオリンピックアリーナ[10] - 車いすバスケットボール
- カリオカアリーナ[10]
  - カリオカアリーナ1（ポルトガル語版、英語版） - 車いすバスケットボール、車いすラグビー
  - カリオカアリーナ2（ポルトガル語版、英語版） - ボッチャ
  - カリオカアリーナ3（ポルトガル語版、英語版） - 柔道、車いすフェンシング
- リオオリンピック・ベロドローム（ポルトガル語版、英語版）[10] - 自転車（トラック）
- リオセントロ[10]
  - パビリオン2 - パワーリフティング
  - パビリオン3 - 卓球
  - パビリオン6 - シッティングバレーボール
- ポンタル（ポルトガル語版、英語版）[10] - 自転車（ロード）

### デオドロ地区
- オリンピック射撃センター（ポルトガル語版、英語版）[10] - 射撃
- オリンピック乗馬センター（ポルトガル語版、英語版）[10] - 馬術
- デオドロスタジアム[10] - 7人制サッカー

当初は車いすフェンシングもデオドロ地区で実施予定だったが、大会の資金難の影響によりバラ地区内の会場で行われることになった。

### マラカナン地区
- マラカナンスタジアム[10] - 式典会場
- オリンピックスタジアム[10] - 陸上（トラック・フィールド）
- サンボドロモ[10] - アーチェリー

### コパカバーナ地区
- フォートコパカパーナ（ポルトガル語版、英語版）[10] - 陸上（マラソン）、トライアスロン
- マリーナグロリア（ポルトガル語版、英語版）[10] - セーリング
- ラゴアスタジアム（ロドリゴ・デ・フレイタス湖（ポルトガル語版、英語版））[10] - カヌー、ボート

## 開会式
開会式は2016年9月7日にエスタジオ・ド・マラカナンで挙行された。当日はブラジルの独立記念日であり、チケットは完売したが、雨のため空席が目立った。パラリンピック憲章に指示された通り、式典は（歓迎スピーチ、パラリンピック旗の掲揚、選手らの入場行進を含む）国際的なスポーツイベントの開幕を示す格式が高い儀式と、開催国の文化を披露する芸術的なショーを兼ねたものである。ブラジルの国歌は度重なる怪我などで右手が不自由なブラジルのピアニスト・ジョアン・カルロス・マルティンスが演奏した。
ジルマ・ルセフが大統領を罷免され失職したため、第37代ブラジル大統領に就任したミシェル・テメルが開会宣言を行った。しかし五輪開会式同様、一部の観客にブーイングを浴びる場面もあった。また、IOC会長のトーマス・バッハは友人で西ドイツ元大統領のヴァルター・シェールの葬儀出席を理由に欠席したが、IOC会長のパラリンピック開会式欠席は1984年ロサンゼルス大会以来初のことであった。

## 閉会式
閉会式は現地時間2016年9月18日（日本では19日朝）に、開会式同様エスタジオ・ド・マラカナンで開催された。式では17日のロードレース競技中に死亡したイランの自転車選手バハマン・ゴルバルネジャド(パラリンピック初の死者)の追悼が行われた。
2020年東京パラリンピックに向けて、リオデジャネイロから東京へのパラリンピック旗の授受を行うフラッグハンドオーバーセレモニー（Flag Handover Ceremony）が行われた。演出チームは2016年リオデジャネイロオリンピックの閉会式と同様、式全体のクリエイティブスーパーバイザーに佐々木宏と音楽監督も兼任する椎名林檎の二人、総合演出と演舞振付にMIKIKO、クリエイティブディレクターに菅野薫、アドバイス担当は宮田亮平、竹内誠、オリンピアン・小谷実可子、パラリンピアン・田口亜希が務め、東京2020年大会が「史上最もイノベーティブで、世界にポジティブな改革をもたらす大会」を目指すことから、コンセプトは「POSITIVE SWITCH」となった。
式では、パラリンピック憲章に従い、パラリンピック旗降下・パラリンピック賛歌吹奏に続きパラリンピック旗がエドアルド・パエスリオデジャネイロ市長からIPCのフィリップ・クレーブン会長に、そして小池百合子都知事に手渡され、続いて次期開催地である東京の8分間に渡る紹介演技が披露された。
日本国歌「君が代」の演奏（2016年リオデジャネイロオリンピックの閉会式と同じく、三宅純による編曲）と共に日本国旗が掲揚されると同時に、真っ赤に染まった会場の大型モニターが外側から段々と白く染まり、やがて日本国旗を模した巨大な日の丸が形作られた。BGMが「望遠鏡の外の景色」のアレンジに変わると、日の丸の部分が「RIO」「OBRIGADO」「ARIGATO」と描かれた3つの人文字の写真に変わり、その周囲にも英語の「THANK  YOU」、フランス語の「MERCI」などと描かれた人文字の写真が現れ、やがて様々な言語で「ありがとう」を意味する赤いタイポグラフィが表示され、最後は「FROM JAPAN」と描かれた人文字の画像に切り替わった。
引き続いて次回大会（東京パラリンピック）のプレゼンテーションVTRで1964年に開催された東京パラリンピック（第13回国際ストーク・マンデビル車いす競技大会）の紹介が始まり、この中で同大会が世界で初めて「パラリンピック」という表現を用いた大会であったこと、日本選手団最初のパラリンピック金メダリストが、同大会で卓球男子ダブルスに出場した猪狩靖典と渡部藤男であること、渡部が同大会に参加した外国人選手団が仕事を持ち、買い物に行き、酒を楽しむ様子に「彼らは普通じゃないか！」と衝撃を受け、2人は（障害者への）価値観が変わったというエピソードが当時の映像を交えて紹介され、同大会を「障害を持つことは、新たな可能性を拓くこと」という1回目の「POSITIVE SWITCH」とし、そこからパラリンピック史上初めての同一都市での2回目の開催となる2020年大会を「障害をより魅力的に変える」という2回目の「POSITIVE SWITCH」とした。映像内では義足のモデルのGIMICOが登場し、義足でスイッチを蹴り上げたり、巨大化してスクランブル交差点で起き上がったりした後、東京ゲートブリッジをバックにボールを打ち返す上地結衣、東京スカイツリーに向かってシュートを繰り出す香西宏昭、首都高速道路をネットに見立てて打球を打つ岩渕幸洋、レインボーブリッジをバーに見立てて跳ぶ鈴木徹など、現役パラリンピアンによる競技イメージと東京の名所を組み合わせた映像が流れ、最後はGIMICOの義足が日本を想起させる様々なもの（陶磁器、サインポール、けん玉、三色団子、提灯、天ぷら、でんでん太鼓、三味線、和傘など）に次々と切り替わり、最後は東京スカイツリーとなって、映像パートは終了した。
ここからはステージパフォーマンスとなり、椎名本人による英語のナレーションで「人ができないことができるじゃない？だって私は義足だから。」と述べられると、ステージにGIMICO本人が登場。「決定的三分間」（作詞・作曲・編曲・歌唱：椎名林檎）に合わせてダンスユニットのAyaBambiやELEVENPLAYと共にパフォーマンスを披露した。
椎名本人による英語のナレーションで「短い足があったから、世界で唯一のダンスパフォーマンスが生まれた。」と述べられた後、義足のダンサーの大前光市が、「原初の嘆き」（作曲・編曲：鳥越啓介）に合わせて、ライゾマティクスが開発した光る義足を装着して2分間のソロパフォーマンスを行い、4連続のバク転などを披露した。
椎名本人による英語のナレーションで「「目で見ない」からわかる東京をみんなと共有できたら。」と述べられると、「暗闇の中での対話ファシリテーター」の檜山晃がセンターステージに現れ、「universe」（作曲・編曲：黒瀧節也）に合わせて東京の街を模した特製の楽器デバイスに触れると、詩人の三角みづ紀が枕草子をインスパイアして書いた詩が長岡亮介によって朗読された。朗読が終わると、ELEVENPLAYのダンサーが檜山の詩を手話で伝え、日本の礼儀作法を取り入れたダンスを踊ると、ピチカート・ファイヴの「東京は夜の七時」をカバーした「東京は夜の七時-リオは朝の七時-」（編曲・返詞：椎名林檎、歌唱：長岡亮介）が流れだした。この一連のパフォーマンスは、スーパーバイザーの椎名の頭に浮かんだ「枕草子」と「東京は夜の七時」にインスパイアされた「たとえ（バック・トゥ・ザ・フューチャーの）デロリアンがなくても目が見えなくても、あらゆる感覚を駆使した檜山は時空をワープできて、ずっと待ちぼうけだった女の子を迎えに行ける」というプロットに基づくもので、上述の詩や東京の映像などを駆使しながら、現代のリオの夜から23年前の東京の朝へ迎えに行くというストーリーが、原曲に対する23年越しの返詞として書かれた「東京は夜の七時-リオは朝の七時-」に乗せて演じられた。
上述の曲に合わせて、車椅子に乗るダンサーやダウン症を持つダンサーなどの障害を持つパフォーマーと、ELEVENPLAYやAyaBambiなどの障害を持たないパフォーマーが共に踊ることで「障害を持つ人と持たない人が互いに支えあう社会」を表現し、最後はパフォーマー全員がセンターステージに集まり、大型モニターにはオリンピック同様に富士山と太陽を模した日の丸を背景に東京の街並みの影絵（左からレインボーブリッジ、東京都庁舎、東京タワー、東京スカイツリー、浅草寺、国会議事堂）が現れ、SEE YOU IN TOKYO（東京で会いましょう）のメッセージで締め括った。
最後にカルロス・ヌズマン五輪組織委員長、クレーブンIPC会長が閉会宣言を読み上げた。

## 各国のメダル獲得数順位
*   開催国（ブラジル）
| 順 | 国・地域             | 金  | 銀 | 銅 | 計  |
| -- | -------------------- | --- | -- | -- | --- |
| 1  | 中国 (CHN)           | 105 | 81 | 51 | 237 |
| 2  | イギリス (GBR)       | 64  | 39 | 44 | 147 |
| 3  | ウクライナ (UKR)     | 41  | 37 | 39 | 117 |
| 4  | アメリカ合衆国 (USA) | 40  | 42 | 30 | 112 |
| 5  | オーストラリア (AUS) | 21  | 29 | 29 | 79  |
| 8  | ブラジル (BRA)       | 14  | 29 | 28 | 71  |

## テレビ放送
- 開催国・ブラジル国内ではヘジ・グローボが放映。
- アメリカ国内ではNBCがソチパラリンピックと本大会の2大会分の放映権を獲得。NBCSNで開会式、NBCでも競技ハイライトを録画放映[18][19]。
- イギリス国内では前回のロンドンパラリンピックに続きチャンネル4がソチパラリンピックと本大会の2大会分の放映権を獲得した[20][21]。
- 日本では、NHKが総合テレビ（一部Eテレ、マルチ編成サブチャンネル）で期間中毎日早朝から午前中にかけて生中継、また13時台に録画放送を行う。BS1でも毎日夕方の時間を中心に録画放送。総合の22時台にハイライト、Eテレ20時台に関連番組を放送する。また今回初めてラジオ第一放送でも開会式・車いすバスケットボール・車いすテニス・車いすラグビー・閉会式の中継を行う[22]。
  - 特に、Eテレは、パラリンピック初となる「ユニバーサル放送」と称し、MCを務める三宅健のコメントや実況中継を、聴覚障碍者・言語障碍者にはワイプやスタジオトークなどによる手話通訳やリアルタイム字幕放送を交えて、視覚障碍者にも競技のルール紹介や、競技の描写などを解説放送（ステレオ2）を入れて紹介している（解説放送・リアルタイム字幕は総合テレビにおけるハイライト番組と一部の種目の生中継も同様）。
  - またスカパー!が専門チャンネルを設けて生中継を含め放送[23]。

## 大会マスコット
2016年リオデジャネイロパラリンピックのマスコットは2014年11月23日に一般公開された。名前はインターネット上で行われた一般投票で「トム」に決定した。ボサノヴァの名曲「イパネマの娘」を作曲したアントニオ・カルロス・ジョビンの愛称トムに由来する。